# Kamizelka przeciwodłamkowa DMV-98

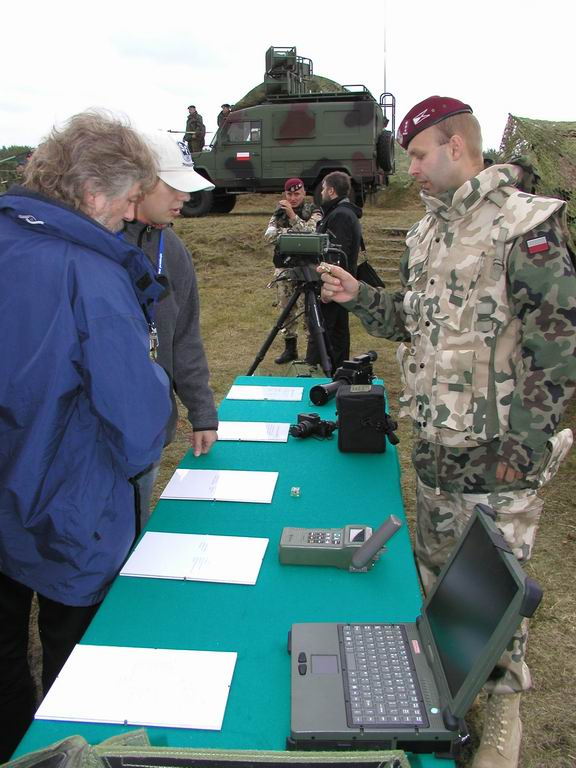
Żołnierz WP w kamizelce DMV-98 w kamuflażu „Pantera pustynna”

Kamizelka przeciwodłamkowa DMV-98 – kamizelka kuloodporna przeznaczona dla wojsk powietrznodesantowych i desantowo-szturmowych Wojska Polskiego. Wprowadzona do służby w latach 90.

## Konstrukcja
Kamizelka ochronna DMV-98 składa się z dwóch odrębnych poszyć: zewnętrznego (rozpinanego z przodu) – na wkłady balistyczne miękkie i wewnętrznego, zakładanego w razie potrzeby – na dodatkowy wkład balistyczny twardy. Obszycia nakłada się jedno na drugie. Oba poszycia wykonane są z poliestru w kamuflażu wz. 93 „Pantera” lub „Pantera pustynna”. Poszycie wewnętrzne posiada tylko kieszeń na wkład (z przodu). Kieszenie na oporządzenie znajdują się w poszyciu zewnętrznym. Kamizelka posiada kieszenie na magazynki do AK/Beryla, radio np. Radmor 3501, opatrunek osobisty, granaty. W konstrukcji kamizelki zastosowano, także specjalne uchwyty do zamocowania bagnetu lub noża szturmowego, uchwyty na zamocowanie maski przeciwgazowej i uchwyty do podczepienia stroju ochronnego OP-1. Dodatkową ochronę zapewnia kołnierz stójkowy i naramienniki.

## Ochrona balistyczna
W obrębie wkładu dodatkowego (usytuowanego w poszyciu wewnętrznym), kamizelka chroni przed pociskami PS wystrzeliwanymi z kbk AKM (kal. 7,62 mm), o prędkości uderzenia 710+20 m/s (4. klasa kuloodporności). Poza tym wkładem kamizelka chroni przed pociskami Parabellum (kal. 9 mm) z rdzeniem ołowianym, o prędkości uderzenia 358+15 m/s (2. klasa kuloodporności).